# Julio Rojas Gutiérrez
Julio César Rojas Gutiérrez (Santiago de Chile, 29 de agosto de 1965), más conocido como Julio Rojas, es un guionista, director de televisión y escritor de ciencia ficción chileno. Creador de la famosa audioserie Caso 63. Por su obra ha ganado diversos premios internacionales.

## Obra

### Guion

#### Cine
- 2003: Los debutantes
- 2003: El huésped
- 2003: Sábado, una película en tiempo real
- 2004: El Roto: Perjudícame cariño
- 2005: Secuestro
- 2005: Mi mejor enemigo
- 2005: En la cama
- 2008: Lokas (apoyo de guion)
- 2008: Todo incluido
- 2010: La vida de los peces
- 2013: El verano de los peces voladores
- 2015: La memoria del agua
- 2018: En tu piel

#### Televisión
- 2003: Cuentos de mujeres (2 episodios)
- 2004: Bienvenida realidad
- 2004: Loco por ti (3 episodios)
- 2005: Historias de Eva
- 2006: Urgencias (1 episodio)
- 2009: Héroes (1 episodio)
- 2009: Corazón rebelde (1 episodio)
- 2011: Peleles (1 episodio)
- 2012: Soltera otra vez (1 episodio)
- 2012: Vida por vida (5 episodios)
- 2013-2014: Secretos en el jardín (idea original; 101 episodios)
- 2014-2015: No abras la puerta (idea original; 74 episodios)
- 2014-2015: La Chúcara (idea original; 190 episodios)
- 2015: La poseída (idea original; 73 episodios)
- 2016-2017: Vino el amor (idea original; 142 episodios)
- 2016: Un diablo con ángel (idea original y director de contenidos; 70 episodios)
- 2017: La colombiana (director de contenidos; 143 episodios)
- 2017: Dime quién fue (director de contenidos; 97 episodios)
- 2017: Wena profe (director de contenidos; 159 episodios)
- 2019-2020: La jauría (8 episodios)
- 2020: Hecho en casa (idea original)
- 2021-2022: La torre de Mabel (idea original; 142 episodios)
- 2022: El refugio (6 episodios)
- 2022: Quemar tu casa (10 episodios)

#### Audioserie
- 2020: Caso 63 (Spotify)
- 2021: Borrado, Turing y confluencia (Emisor Studios)
- 2021: Creepyhunters: El Misterio del Cenote (Spotify)
- 2022: Retornados (Sonora)
- 2022: Cisne rojo (Amazon Music)
- 2022-2023: Quemar tu casa (Spotify)
- 2023: FOOM (Emisor Studios)
- 2023: Caso 63: Enigma (Spotify)
- 2024: Simulacro (Spotify)
- 2024: Selección natural (Spotify)

### Literatura
- 2018: El visitante extranjero
- 2022: El final del metaverso
- 2023: Freeland
- 2023: Retornados
- 2023: Un mundo imposible

## Premios y reconocimientos
| Año  | País   | Premio / Evento                                     | Categoría                | Obra                 | Resultado                      | Ref.  |
| ---- | ------ | --------------------------------------------------- | ------------------------ | -------------------- | ------------------------------ | ----- |
| 2022 | España | Premios Ondas                                       | Mejor Podcast de Ficción | Caso 63              | Ganador                        | [ 2 ] |
| 2011 | Chile  | Premio Altazor de las Artes Nacionales              | Mejor Guion              | La vida de los peces | Ganador                        | [ 3 ] |
| 2006 | España | Festival de Cine de Cartagena Catalina India de Oro | Mejor Guion              | Mi mejor enemigo     | Ganador (con Paula del Fierro) | [ 3 ] |
| 2006 | Perú   | Festival de Cine de Lima                            | Mejor Guion              | En la cama           | Ganador                        | [ 3 ] |
| 2005 | Cuba   | Festival de Cine de La Habana                       | Mejor Guion              | En la cama           | Ganador                        | [ 3 ] |